# 테런스 맬릭
테런스 프레더릭 맬릭(영어: Terrence Frederick Malick, 1943년 11월 30일 ~ )은 미국의 영화 감독이다. 다작이 아닌 소작 제작을 중시하고 있다. 1973년 《황무지》로 데뷔하면서 방황과 일탈의 청소년들의 모습을 자연적인 풍경으로 바라보는 시각으로 묘사하여 크게 호평을 받았다. 이후 1978년 《천국의 나날들》 역시 비평에 성공적으로 칸 영화제 감독상을 수상하게 되지만 흥행에는 실패하게 된다. 이후 1998년에 근 20여년 만에 신작 《씬 레드 라인》으로 베를린 영화제 황금곰상 수상으로서 그해 또 다른 전쟁영화 히트작인 스티븐 스필버그의 《라이언 일병 구하기》와 비교되기도 하였다. 2000년대 이후의 활동으로는 미국 개척민과 원주민 여인의 이야기 《뉴 월드》와 가족의 탄생과 형성을 우주적 원리로 해석한 《트리 오브 라이프》가 있다. 《트리 오브 라이프》는 2011년 칸영화제 황금종려상을 수상하였다. 2012년 영화 《투 더 원더》가 베네치아 영화제에 출품되었다.

## 연출 작품 목록

### 영화
| 연도 | 제목                 | 원제                | 비고 |
| ---- | -------------------- | ------------------- | ---- |
| 1973 | 황무지               | Badlands            |      |
| 1978 | 천국의 나날들        | Days of Heaven      |      |
| 1998 | 씬 레드 라인         | The Thin Red Line   |      |
| 2005 | 뉴 월드              | The New World       |      |
| 2011 | 트리 오브 라이프     | The Tree of Life    |      |
| 2012 | 투 더 원더           | To the Wonder       |      |
| 2015 | 나이트 오브 컵스     | Knight of Cups      |      |
| 2016 | 보이지 오브 타임     | Voyage of Time      |      |
| 2017 | 송 투 송             | Song to Song        |      |
| 2019 | 히든 라이프          | A Hidden Life       |      |
| 미정 | 더 웨이 오브 더 윈드 | The Way of the Wind |      |